# Hedychium griffithianum
Hedychium griffithianum là một loài thực vật có hoa trong họ Gừng. Loài này được Wall. mô tả khoa học đầu tiên năm 1853.